# Colibri d'Arica
Eulidia yarrellii
Genre
Espèce
Statut de conservation UICN

 CR A2ace+3ce+4ace : 
En danger critique
Statut CITES
Le Colibri d'Arica, Eulidia yarrellii, unique représentant du genre Eulidia, est une espèce de colibris de la sous-famille des Trochilinae et de la tribu des Mellisugini.

## Distribution
Le colibri d'Arica est endémique du Chili. On le retrouvait autrefois dans l’extrême sud du Pérou, mais la population est en déclin et l’espèce n’est maintenant présente qu’au Chili.

Carte de répartition historique de l'espèce